# Schloss Kupperwolf
Das Schloss Kupperwolf – alternativ Holbach-Schlösschen genannt – ist ein Bauwerk in Edesheim im Landkreis Südliche Weinstraße in Rheinland-Pfalz. Es steht unter Denkmalschutz.

## Lage
Das Schloss befindet sich in der örtlichen Luitpoldstraße und trägt die Hausnummer 40. Es ist von Norden und Westen von Weinbergen des Weinanbaugebiets Pfalz umgeben. Etwas weiter nördlich fließt der Modenbach. Schräg gegenüber nordöstlich befindet sich das Schloss Edesheim.

## Geschichte
Das Schloss wurde 1724 errichtet. Bauherr war Franz Adam Holbach; das Bauwerk fungierte zunächst als dessen Landsitz. Er war ein Onkel des aus Edesheim stammenden französischen Philosophen Paul Henri Thiry d’Holbach, der im Schloss aufwuchs. Seinen Namen erhielt es von seinem späteren Besitzer, dem österreichischen Generalmajor Freiherr von Kupperwolf, der es nach 1758 erwarb und bis Ende des Jahrhunderts Schlossherr war. 1794 wurde es von Truppen der Französischen Revolution zerstört und in der Folgezeit wieder aufgebaut. Um 1888 fand außerdem ein Umbau statt. Mittlerweile ist am Schloss eine Infotafel angebracht worden, die einen geschichtlichen Abriss enthält.

## Architektur
Beim Bauwerk handelt es sich um einen Walm- und Mansarddachbau im Stil des Barock. Das Wirtschaftsgebäude stammt aus der Gründerzeit.